# Шустка (Люблинское воеводство)
Шустка (пол. Szóstka) — деревня в Бяльском повете Люблинского воеводства Польши. Входит в состав гмины Дрелюв. По данным переписи 2011 года, в деревне проживало 438 человек.

## География
Деревня расположена на востоке Польши, на расстоянии приблизительно 29 километров к юго-западу от города Бяла-Подляска, административного центра повета. Абсолютная высота — 149 метров над уровнем моря. К западу от населённого пункта проходит национальная автодорога 19.

## История
Согласно «Справочной книжке Седлецкой губернии на 1875 год» село являлось центром гмины Шустка Радинского уезда Седлецкой губернии. В период с 1975 по 1998 годы входила в состав Бяльскоподляского воеводства.

## Население
Демографическая структура по состоянию на 31 марта 2011 года:
|         | Всего | До трудоспособного возраста | Трудоспособного возраста | Старше трудоспособного возраста |
| ------- | ----- | --------------------------- | ------------------------ | ------------------------------- |
| Мужчины | 207   | 38                          | 139                      | 30                              |
| Женщины | 231   | 43                          | 120                      | 68                              |
| Всего   | 438   | 81                          | 259                      | 98                              |

## Достопримечательности
- Костёл Рождества Пресвятой Богородицы (построен как православный храм), 1890 г.